# Acanthogonatus quilocura
Acanthogonatus quilocura là một loài nhện trong họ Nemesiidae.
Acanthogonatus quilocura được miêu tả năm 1995 bởi Goloboff.